# Txema García
Pour les articles homonymes, voir García.
Josép Manuel García Luena, dit Txema García, né le 4 décembre 1974 à Andorre-la-Vieille en Andorre, est un footballeur international andorran, évoluant au poste de défenseur.

## Biographie

### Sélection
Txema García est convoqué pour la première fois par le sélectionneur national Miluir Macedo pour un match amical face à l'Estonie le 22 juin 1997 (défaite 4-1).
Il compte 71 sélections et 0 but avec l'équipe d'Andorre entre 1997 et 2009.

## Palmarès
- FC Rànger's :
  - champion d'Andorre en 2006 et 2007.
  - vainqueur de la Supercoupe d'Andorre en 2006.
- FC Santa Coloma :
  - champion d'Andorre en 2011
  - vainqueur de la Coupe d'Andorre en 2012.